# 桑桐
桑桐（1923年—2011年7月24日），原名朱镜清，男，汉族，上海人，中国作曲家、音乐教育家，曾任上海音乐学院院长，中国音乐家协会常务理事。上海市音乐家协会副主席。